# Pontos extremos da Bolívia
A seguinte lista inclui os pontos mais extremos da Bolívia.

## Latitude e longitude

### Bolívia
- Ponto mais setentrional: a confluência dos rios Madeira e rio Abunã (Pando) 9° 40′ S, 65° 26′ O.
  - Cidade mais setentrional : Manoa
- Ponto mais meridional : Cerro Guayaques (Potosí (departamento))  22° 54′ S, 69° 18′ O.
  - Cidade mais austral : Bermejo
- Ponto mais ocidental : Milestone Mauripalca (La Paz (departamento))        17° 16′ 54″ S, 69° 38′ 39″ O.
  - Cidade mais ocidental : Cala Saraya
- Ponto mais oriental : Buen Fin (Departamento de Santa Cruz)  18° 13′ 50″ S, 57° 27′ 18″ O.
  - Cidade mais oriental : Marco Sur.

## Altitude
- Ponto mais alto: Nevado Sajama, Oruro , 6542 m  18° 06′ 00″ S, 68° 53′ 00″ O.
- Ponto mais baixo: Rio Paraguai, Departamento de Santa Cruz, 74 m  20° 09′ 35″ S, 58° 09′ 42″ O.